# 海宁根
海宁根（德語：Heiningen，發音：[ˈhaɪnɪŋən]）是德国巴登-符腾堡州斯图加特行政区格平根县的市镇，面积12.45平方千米，2023年12月31日人口为5,206人。